# حصار سمرقند (1501)
كان حصار سمرقند (1501) الحملة الثالثة والأخيرة ضد المدينة من قبل كلا المتحاربين. بعد أربع سنوات من استعادتها من قبل قوات بابر، كان هناك تمرد الذي أفقد ملك فرغانة مملكته وعاصمته. في عام 1501، شعر بابر وجيشه بالاستعداد لمحاصرة المدينة مرة أخرى. ومع ذلك، فقد تعرضت محاولته الغزو للفشل من قبل محمد شيباني، وهو زعيم القبائل الأوزبكية التي كانت فتوحاتاته معروفة في جميع أنحاء آسيا الوسطى.